# Olympische Winterspiele 1964/Teilnehmer (Bulgarien)
| Gelbes Symbol für Goldmedaillen mit stilisierten Olympischen Ringen | Graues Symbol für Silbermedaillen mit stilisierten Olympischen Ringen | Braundes Symbol für Bronzemedaillen mit stilisierten Olympischen Ringen |
| ------------------------------------------------------------------- | --------------------------------------------------------------------- | ----------------------------------------------------------------------- |
| —                                                                   | —                                                                     | —                                                                       |

Bulgarien nahm an den IX. Olympischen Winterspielen 1964 im österreichischen Innsbruck mit einer Delegation von sieben Athleten in zwei Disziplinen teil, davon drei Männer und vier Frauen. Ein Medaillengewinn gelang keinem der Athleten.

## Teilnehmer nach Sportarten

### Ski Alpin
Männer
- Petar Angelow
Abfahrt: 60. Platz (2:43,32 min)
Riesenslalom: 49. Platz (2:11,71 min)
Slalom: im Vorlauf ausgeschieden

### Skilanglauf
Männer
- Stefan Mitkow
15 km: 43. Platz (57:05,0 min)
30 km: 37. Platz (1:42:13,2 h)
50 km: 25. Platz (3:01:13,7 h)

- Borislaw Otschuschki
15 km: Rennen nicht beendet
30 km: 49. Platz (1:44:00,1 h)
50 km: 32. Platz (3:08:18,7 h)

Frauen
- Rosa Dimowa
10 km: 22. Platz (46:53,1 min)
3 × 5 km Staffel: 5. Platz (1:06:40,4 min)

- Nadeschda Michajlowa
5 km: 28. Platz (21:18,9 min)
10 km: 28. Platz (47:45,2 min)

- Krastana Stoewa
5 km: 13. Platz (19:11,2 min)
10 km: 26. Platz (47:39,2 min)
3 × 5 km Staffel: 5. Platz (1:06:40,4 min)

- Nadeschda Wassilewa
5 km: 21. Platz (20:24,2 min)
10 km: 20. Platz (46:10,8 min)
3 × 5 km Staffel: 5. Platz (1:06:40,4 min)